# 捷尔诺夫卡农村居民点 (卡梅申区)
捷尔诺夫卡农村居民点（俄语：Терновское сельское поселение）是俄罗斯联邦伏尔加格勒州卡梅申区所属的一个农村居民点。其下辖有4个居民点，行政中心为捷尔诺夫卡。据2016年统计，该农村居民点的人口为1505人。